# Mala pljačka vlaka (1984.)
Mala pljačka vlaka hrvatski je dugometražni film iz 1984. godine. Film je osvojio nagradu publike na Pulskom filmskom festivalu.

## Radnja
Radnja filma zbiva se negdje u ličkoj zabiti gdje banda razbojnika prkosi austrougarskoj policiji. Država propadne, negdašnji razbojnici postanu policajci Kraljevine Jugoslavije, a sada bivša policija potisnuta je u brda. Narod u različitim ulogama preživljava stalnom suradnjom bez obzira na režim i trenutačan položaj.